# Rubidiumhydrogencarbonat
Rubidiumhydrogencarbonat ist ein Rubidiumsalz der Kohlensäure.

## Herstellung
Rubidiumhydrogencarbonat kann durch Einleiten von Kohlendioxid in eine wässrige Lösung von Rubidiumcarbonat hergestellt werden.
{\displaystyle \mathrm {Rb_{2}CO_{3}+CO_{2}+H_{2}O\longrightarrow 2\ RbHCO_{3}} }
Eine weitere Synthese geht von Rubidiumhydroxid und Dimethylcarbonat aus und ergibt durch Hydrolyse des intermediär entstehenden Rubidiummonomethylcarbonats das gewünschte Produkt.
{\displaystyle \mathrm {RbOH+(CH_{3})_{2}CO_{3}\longrightarrow Rb(CH_{3})CO_{3}+CH_{3}OH} }
{\displaystyle \mathrm {Rb(CH_{3})CO_{3}+H_{2}O\longrightarrow RbHCO_{3}+CH_{3}OH} }

## Eigenschaften

### Physikalische Eigenschaften
Rubidiumhydrogencarbonat kristallisiert im monoklinen Kristallsystem in der Raumgruppe C2/m (Raumgruppen-Nr. 12) mit den Gitterparametern a = 1473,5 pm, b = 582,02 pm, c = 403,67 pm und β = 104,408°. In der Elementarzelle befinden sich 4 Formeleinheiten. Es liegt bei Raumtemperatur als Dimer vor, zwei Hydrogencarbonationen bilden über eine Wasserstoffbrückenbindung ein komplexes Anion [H2C2O6]2−.
Bei 245 K findet ein Phasenübergang statt, die Tieftemperaturphase kristallisiert im triklinen Kristallsystem.
Rubidiumhydrogencarbonat bildet mit Kaliumhydrogencarbonat Mischkristalle.

### Chemische Eigenschaften
Beim Erhitzen zersetzt sich Rubidiumhydrogencarbonat unter Abgabe von Kohlendioxid.
{\displaystyle \mathrm {2\ RbHCO_{3}\longrightarrow Rb_{2}CO_{3}+H_{2}O+CO_{2}\uparrow } }
Beim langsamen Eindampfen einer Lösung von Rubidumhydrogencarbonat mit Rubidiumperiodat entsteht Rubidiumorthoperiodat.
{\displaystyle \mathrm {RbHCO_{3}+RbIO_{4}+H_{2}O\longrightarrow Rb_{2}H_{3}IO_{6}+CO_{2}\uparrow } }